# 대단한 라디오
《대단한 라디오》는 2012년 4월 30일부터 장기하의 진행으로 SBS 파워FM에서 방송되고 있는 오락 전문 프로그램이다. 이 프로그램을 줄여서 윌대라라고 부른다. 2015년 1월 5일부터 장기하의 진행 종료로 케이윌이 라디오 진행을 맡으며 프로그램 제목도 《케이윌의 대단한 라디오》로 바뀌었다.
11월 2일부터 SBS 라디오 가을 개편으로 인해 대단한 라디오는 폐지되며, 오후 10시부터 오후 11시까지는 정엽이 진행하는 파워 스테이지 더 라이브(평일)와 배성재 아나운서가 진행하는 주말 유나이티드로 대체되며 오후 11시부터는 밤 12시까지는 1시간 빨리 시작되는 장예원의 오늘 같은 밤으로 대체되었다. 2015년 11월 1일 자로 3년만에 폐지되었다.

## 역대 DJ
- 초대 : 장기하 - 2012년 4월 30일 ~ 2015년 1월 4일
- 2대 : 케이윌 - 2015년 1월 5일 ~ 2015년 11월 1일

## 코너
매일 코너
- 사연과 신청곡
- 케이튠즈

요일별 코너
- 월요일 : 윌 비 해피 (Will Be Happy)
- 화요일 : 남자사관학교
- 수요일 : 주첵이야
- 목요일 : 지구짤
- 금요일 : 뮤직드라마, 비포 선라이즈
- 토요일 : 토요일의 좀비,토요일의 굴비
- 일요일 : 다청다감

## 같이 보기
- 오락